# Pye (Osnabrück)
Pye, Osnabrück-Pye – dzielnica miasta Osnabrück w Niemczech, w kraju związkowym Dolna Saksonia.